# Hixton (Wisconsin)
Hixton es una villa ubicada en el condado de Jackson en el estado estadounidense de Wisconsin. En el Censo de 2010 tenía una población de 433 habitantes y una densidad poblacional de 153,66 personas por km².

## Geografía
Hixton se encuentra ubicada en las coordenadas 44°22′59″N 91°0′55″O / 44.38306, -91.01528. Según la Oficina del Censo de los Estados Unidos, Hixton tiene una superficie total de 2.82 km², de la cual 2.82 km² corresponden a tierra firme y (0%) 0 km² es agua.

## Demografía
Según el censo de 2010, había 433 personas residiendo en Hixton. La densidad de población era de 153,66 hab./km². De los 433 habitantes, Hixton estaba compuesto por el 94.92% blancos, el 0% eran afroamericanos, el 3% eran amerindios, el 0.23% eran asiáticos, el 0% eran isleños del Pacífico, el 0.23% eran de otras razas y el 1.62% pertenecían a dos o más razas. Del total de la población el 1.39% eran hispanos o latinos de cualquier raza.